# Solenostoma flagellalioides
Solenostoma flagellalioides là một loài Rêu trong họ Jungermanniaceae. Loài này được C. Gao mô tả khoa học đầu tiên năm 1981.